# Нейрегулин-3
Нейрегулин-3 - белок, входящий в семейство нейрегулинов. У человека нейрегулин-3 кодируется геном NRG3, состоит из 720 аминокислот и по структуре на 93% совпадает с мышиным nrg3. Обнаруживается в наибольшей концентрации в тканях нервной системы, связывается с внеклеточным доменом ERBB4, но не взаимодействует с ERBB2 и ERBB3.

## Патологии
Ген NRG3 расположен в локусе, ассоциированном с шизофренией. В одном исследовании показана возможная связь однонуклеотидного полиморфизма rs10883866 в первом интроне гена с "выраженностью бреда" (англ. delusion), предположительным эндофенотипным признаком шизофрении.